# Mitsvà
Mitsvà (מצוה) és una paraula hebrea que significa "manament", el plural de mitsvà és mitsvot.
En el judaisme aquesta paraula es refereix a: 
- Els 613 preceptes de la Torà, o bé a
- Qualsevol llei jueva (Halacà)

El Rabí Moixè ben Maimon, més conegut com a Maimònides, va ser un dels primers codificadors de la llei jueva. Els seus catorze volums de la Misnà Torà (Yad ha-hazakà) cobreix tota la llei jueva, creença i pràctica. Maimònides dividí els 613 Mitsvot -Manaments- en 83 seccions.
Aquestes prescripcions són essencialment (però no solament) d'ordre ètic o moral. El terme mitsvà ha esdevingut una paraula per designar un acte de bona humanitat com la tsedaqà, la visita als malalts o l'enterrament d'una persona desconeguda. Segons els ensenyaments del judaisme tota llei moral surt o està derivada de manaments divins.
El rabí Simlaï subdivideix els 613 manaments en 365 de prescripcions negatives (com els dies en un any solar) i 248 prescripcions positives (com el nombre d'òrgans en el cos humà).
Segons el rabí Ismael, només els principals manaments d'entre els 613 varen ser donats per Déu al Mont Sinaí.
Segons la Midraix tots els manaments van ser donats al mot Sinaí i cap profeta en pot afegir o suprimir.
Nombroses obres de la literatura rabínica tracten de determinar quins manaments pertanyen a aquests 613 a més de Maimònides es considera una referència l'obra Séfer ha-Hinnukh, atribuït a Aharon ha-Leví de Barcelona.

## Algunes mitsvot
- Casament, naixement, i criança de fills justos.
- Brit Milà, circumcidar els infants el vuitè dia.
- No menjar el nervi ciàtic ni la sang d'un animal.
- Celebrar el Roix Hodeix i el Roix ha-Xanà.
- No traspassar el límit territorial (eruv) durant el Sàbat.
- Saber que existeix l'Etern (Adonai, יהוה).
- No creure en altres déus llevat d'Adonai.
- No donar préstecs amb usura als jueus.
- No menjar carn d'animal no caixer.
- No cuinar la carn amb la llet.